# Voay
Voay is een geslacht van uitgestorven krokodillen dat leefde tijdens het Pleistoceen en Holoceen in Madagaskar. De typesoort is Voay robustus

## Fossiele vondsten
Fossielen van Voay hebben een ouderdom van 126.000 tot 2.000 jaar. Onduidelijk is of Voay en de Nijlkrokodil samen voorkwamen op Madagaskar. Mogelijk bereikte de Nijlkrokodil het eiland pas na het uitsterven van Voay, waar het tegenwoordig nog steeds voorkomt.

## Uiterlijke kenmerken
Voay had het formaat van een Nijlkrokodil met een lengte tot vijf meter en een geschat gewicht van honderdzeventig kilogram. Op de achterzijde van de kop zaten hoornachtige benige uitsteeksels. 

## Verwantschap
Voay is nauwer verwant aan de breedvoorhoofdkrokodil (Osteolaemus) dan aan de Crocodylus-soorten.